# Kunle Odunlami
Kunle Ebenezer Odunlami (* 5. März 1990 in Lagos) ist ein nigerianischer Fußballspieler.

## Sportlicher Werdegang
Odunlami machte seine ersten Schritte im Erwachsenenbereich beim unterklassig antretenden Ila Orangun FC, ehe der Abwehrspieler sich 2008 dem Zweitligisten Dolphins Port Harcourt anschloss. Über Gray's International und First Bank FC kam er 2012 in die Nigeria Professional Football League, als er sich dem Sunshine Stars FC anschloss. Dort avancierte er zum Nationalspieler, als er im Juli 2013 bei der 0:2-Niederlage gegen die Elfenbeinküste im Rahmen der Qualifikation zur Afrikanischen Nationenmeisterschaft 2014 debütierte. Im Januar des folgenden Jahres nahm er am Turnier teil, bei dem er mit der Mannschaft erst im Semifinale im Elfmeterschießen gegen Ghana scheiterte und letztlich den dritten Platz belegte. Im Sommer des Jahres gehörte er bei der WM-Endrunde 2014 ebenso zum Kader, blieb aber unter Nationaltrainer Stephen Keshi ohne Turniereinsatz. 
2017 wechselte Odunlami zu al-Merreikh Omdurman in die sudanesische Premier League, kehrte aber als Vizemeister nach nur einer Saison wieder nach Nigeria zum Sunshine Stars FC zurück. Zwischen 2019 und 2021 spielte er für den Rivers United FC.